# Xorides alpestris

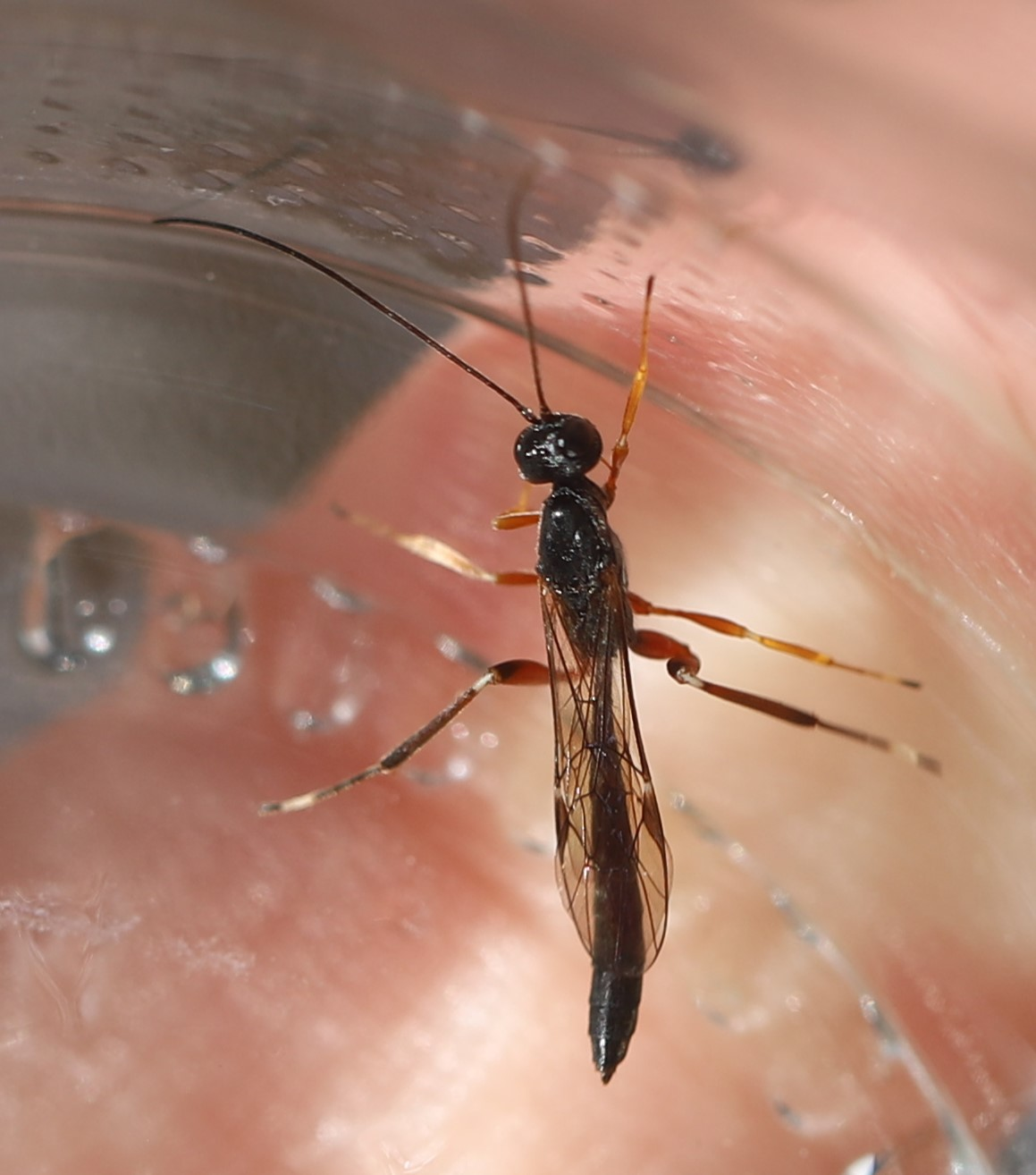
Xorides alpestris ♂

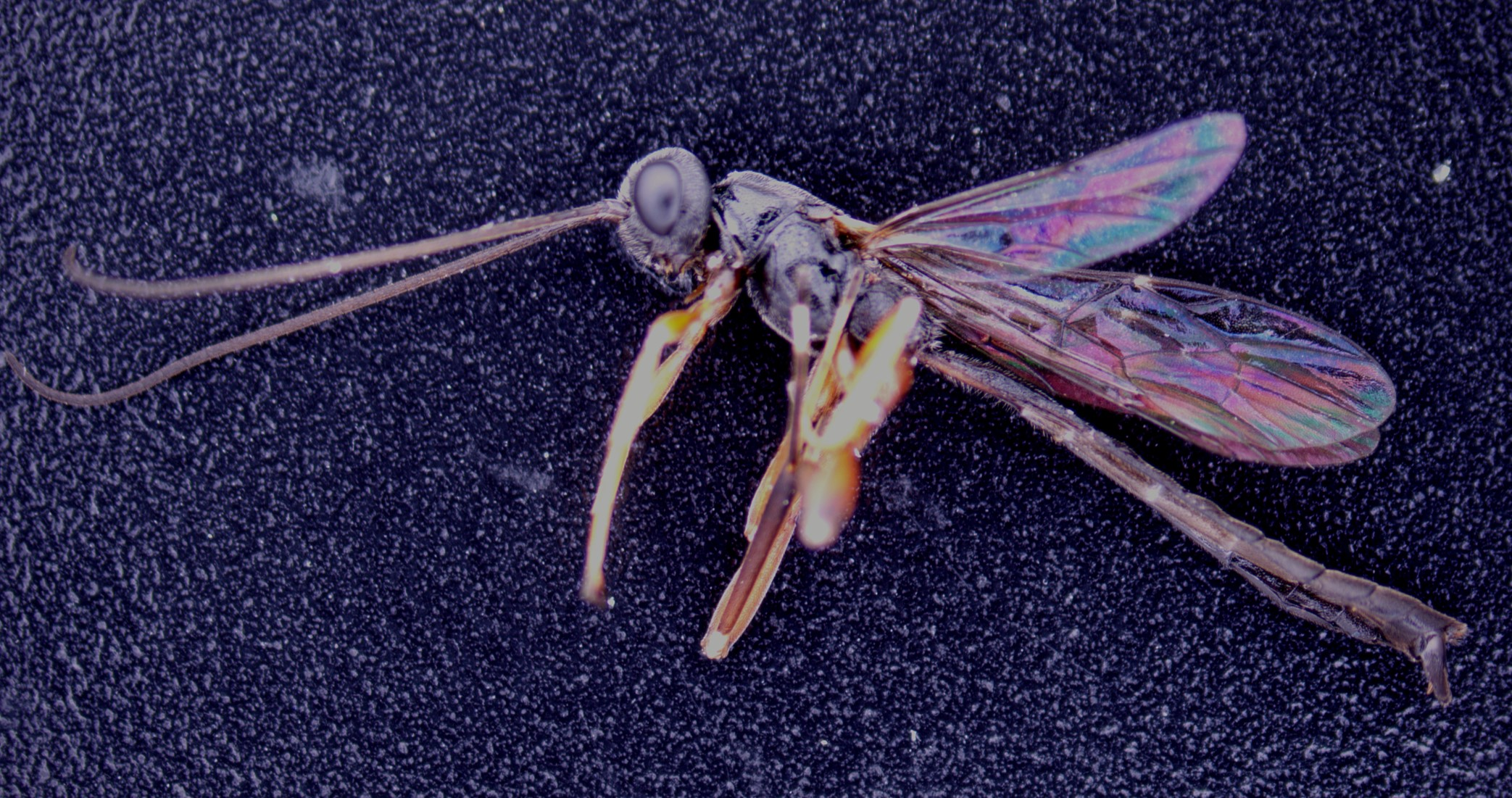
Xorides alpestris ♂

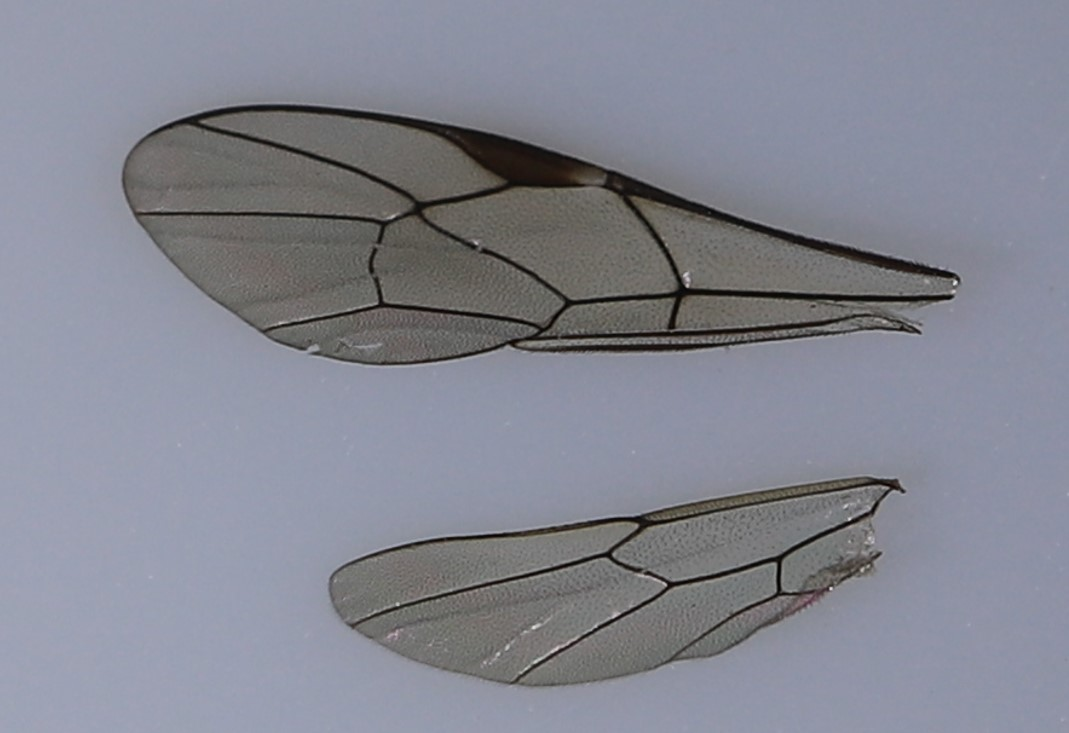
Flügel von Xorides alpestris ♂

Xorides alpestris ist eine Schlupfwespe aus der Unterfamilie Xoridinae. Die Art wurde von dem deutschen Entomologen Heinrich Habermehl (1858–1940) im Jahr 1903 als Xylonomus alpestris erstbeschrieben. Der lateinische Artname alpestris bedeutet „auf die Alpen bezogen“ und leitet sich vom Fundort des erstbeschriebenen Exemplars ab – Hinterstein in den Allgäuer Alpen.

## Taxonomie
Die Art wird innerhalb der artenreichen Gattung Xorides der Untergattung Xorides zugeordnet.

## Merkmale
Die schlanken Schlupfwespen sind 12–15 mm lang. Kopf, Thorax und Hinterleib sind schwarz. Gesicht und Frons sind im Gegensatz zu vielen verwandten Arten vollständig schwarz gefärbt.
Die Occipital-Carina (Kiel) ist apikal unvollständig. Die Fühler der Weibchen weisen eine breite weiße Binde auf. Die Fühler der Männchen sind vollständig schwarz. Der Ovipositor der Weibchen ist annähernd so lang wie die eigentliche Körperlänge. Das erste Tergit des Metasoma ist bei den Weibchen etwa 3,5-mal, bei den Männchen etwa 4-mal so lang wie apikal breit und weist auffällige dorsale Carinae (Kiele) auf, die bis zum Tergit-Apex reichen. Die hinteren Coxae sind poliert ohne transversale Falten. Die vorderen und mittleren Coxae und Femora sind rotgelb, die vorderen und mittleren Tibien und Tarsen sind hell gelbrötlich. Die Coxae sind nur basal verdunkelt. Das basale Ende der vorderen und mittleren Tibien ist weiß. Die hinteren Coxae und Femora sind rot. Das apikale Ende der hinteren Femora ist verdunkelt. Das basale Ende der ansonsten schwarz-rot-gefärbten hinteren Tibien ist weiß. Die hinteren Tarsen der Weibchen sind schwarz. Bei den Männchen ist das dritte Tarsenglied vollständig weiß, das apikale Ende des 2. sowie das basale Ende des 4. Tarsengliedes weiß. Xorides alpestris besitzt eine charakteristische Flügeladerung. Das dunkelbraune Flügelmal ist etwa 4-mal so lang wie breit. Es weist an der Basis einen weißen Fleck auf.

## Verbreitung
Xorides alpestris ist paläarktisch verbreitet. Das Vorkommen erstreckt sich von Mittel- und Nordeuropa bis nach Westsibirien. In Europa konzentrieren sich die Funde der Art auf das Benelux und auf Fennoskandinavien (Schweden, Finnland). Weitere Funde liegen in den Alpen (Schweiz, Österreich), in Deutschland, in Kroatien und im östlichen Europa (Bulgarien, Tschechien, Polen, Ungarn, Belarus, ukrainische Karpaten, Russland). In Deutschland sind Funde aus Nord- und Südbaden, den Allgäuer Alpen, aus dem Berchtesgadener Land und dem bayerischen Alpenvorland (Lenggries) sowie aus Rostock bekannt.

## Lebensweise
Xorides alpestris lebt in Wäldern. Die Art parasitiert Käferlarven, die sich unter der Rinde von Bäumen entwickeln. Als eine Wirtsart wird der Große Wespenbock (Necydalis major) genannt. Xorides alpestris ist ein idiobionter Ektoparasitoid. Die Käferlarven werden vom Schlupfwespenweibchen mit einem Stich gelähmt und anschließend ein Ei auf ihnen abgelegt. Die ausschlüpfende Larve frisst an der Wirtslarve von außen. Die Schlupfwespenlarve verpuppt sich schließlich. Die adulten Schlupfwespen beobachtet man von Mai bis September.